# Catamixis baccharoides
Catamixis baccharoides Thomson, 1866 è una specie di piante angiosperme dicotiledoni della famiglia delle Asteraceae. È l'unica specie del genere Catamixis Thomson, 1866.

## Descrizione
Catamixis baccharoides è perenne con portamenti piccolo-arbustivi. I fusti possono essere semplici o ramificati e densamente tomentosi.
Le foglie lungo il caule normalmente sono a disposizione alternata, picciolate (picciolo alato). La forma delle lamine è obovata con bordi dentati e base decorrente (lungamente cuneata); gli apici sono ottusi o sub-acuti. Le venature sono palmate o pennate. Le stipole sono assenti.
Le infiorescenze sono composte da capolini peduncolati terminali raccolti in formazioni corimbose. I peduncoli sono sottesi alla base da piccole brattee lineari. I capolini, di tipo radiati e omogami, sono formati da un involucro a forma di spirale composto da brattee (o squame) all'interno delle quali un ricettacolo fa da base ai fiori. Le brattee disposte in 4 - 5 serie in modo subembricato e scalato sono di vario tipo a consistenza fogliacea oppure membranosa o coriacea con apici lungamente acuti. Il ricettacolo, a forma convessa, più o meno alveolato, glabro, in genere è nudo (privo di pagliette).
I fiori sono tetra-ciclici (ossia sono presenti 4 verticilli: calice – corolla – androceo – gineceo) e pentameri (ogni verticillo ha 5 elementi). I fiori, pochi (6), sono di tipo ligulato (corolla zigomorfa), sono ermafroditi e fertili.
- Formula fiorale:

*/x K {\displaystyle \infty }, [C (5), A (5)], G 2 (infero), achenio
- Calice: i sepali del calice sono ridotti ad una coroncina di squame.
- Corolla: la corolla è ligulata (termina con un lembo piatto) con 5 piccoli denti apicali. Il colore è giallo, giallo pallido o biancastro.
- Androceo: gli stami sono 5 con filamenti liberi, glabri o papillosi e distinti, mentre le antere sono saldate in un manicotto (o tubo) circondante lo stilo. Le antere in genere hanno una forma sagittata con base caudata e strettamente triangolare. Il polline normalmente è tricolporato a forma sferica o schiacciata ai poli.
- Gineceo: lo stilo è filiforme e bilobo con un nodo basale galbro; i due stigmi sono divergenti e corti con apici acuti (dorsalmente sono papillosi). L'ovario è infero uniloculare formato da 2 carpelli. L'ovulo è unico e anatropo.

I frutti sono degli acheni con pappo. La forma dell'achenio in genere è fusiforme (con apice acuto) con coste oppure con 9 - 10 venature; la superficie è densamente e lungamente setolosa. Il pericarpo può essere di tipo parenchimatico, altrimenti è indurito (lignificato) radialmente. Il carpoforo (o capopodium - il ricettacolo alla base del gineceo) è anulare. Il pappo (raramente assente) è formato da una serie di setole lungamente barbate, decidue o persistenti, sono direttamente inseriti nel pericarpo o connati in un anello parenchimatico posto sulla parte apicale dell'achenio.

## Biologia
- Impollinazione: l'impollinazione avviene tramite insetti (impollinazione entomogama tramite farfalle diurne e notturne).
- Riproduzione: la fecondazione avviene fondamentalmente tramite l'impollinazione dei fiori (vedi sopra).
- Dispersione: i semi (gli acheni) cadendo a terra sono successivamente dispersi soprattutto da insetti tipo formiche (disseminazione mirmecoria). In questo tipo di piante avviene anche un altro tipo di dispersione: zoocoria. Infatti gli uncini delle brattee dell'involucro si agganciano ai peli degli animali di passaggio disperdendo così anche su lunghe distanze i semi della pianta.

## Distribuzione e habitat
La distribuzione di questa specie è relativa all'India, al Nepal e all'Himalaya (orientale).

## Tassonomia
La famiglia di appartenenza di questa voce (Asteraceae o Compositae, nomen conservandum) probabilmente originaria del Sud America, è la più numerosa del mondo vegetale, comprende oltre 23.000 specie distribuite su 1.535 generi, oppure 22.750 specie e 1.530 generi secondo altre fonti (una delle checklist più aggiornata elenca fino a 1.679 generi). La famiglia attualmente (2021) è divisa in 16 sottofamiglie.

### Filogenesi
La posizione della sottofamiglia Pertyoideae, nell'ambito delle Asteraceae, è abbastanza centrale: tra le sottofamiglie Hecastocleidoideae e Tarconanthoideae; ed è caratterizzata da erbe aromatiche, peli conici e multicellulari, corolle non chiaramente bilabiate (irregolarmente divise), polline tricolpato con spine solide, stigmi abbastanza corti e pelosi nella parte abassiale e pappo spesso uniseriato.
Il genere di questa specie, rimasto lungamente in posizioni incertae sedis, in precedenti trattazioni è stato incluso nella tribù Mutisieae (Catamixis Group). In seguito ad analisi sul DNA di questa specie sono state riscontrate delle condivisioni genetiche con i generi Ainsliaea, Myripnois e Pertya (hanno la medesima delezione di 145 coppie di basi e una mutazione comune del gene del cloroplasto) per cui risulta giustificata l'inclusione di questo genere monotipo nella sottofamiglia Pertyoideae.
Il periodo di separazione della sottofamiglia varia da 38 a 2 milioni di anni fa.